# 邓丽娟
邓丽娟（2000年5月12日—），中国女子攀岩运动员，2018年亚洲运动会女子团体速度接力赛银牌得主、2022年亞洲運動會女子团体速度接力赛金牌得主和女子速度赛银牌得主、2024年夏季奥林匹克运动会女子速度赛银牌得主。